# Koundou
Koundou fou un fort francès del territori de l'Alt Senegal, fundat sota el govern de Boilève el gener de 1884; estava situat al nord-oest de Bamako, i en línia gairebé recta amb Kita, per la qual cosa era ideal per a fer la ruta Kayes-Kita-Bamako. La missió topogràfica francesa de Borgnis-Desbordes (en la segona campanya) havia estudiat el camí de Kita al riu Baoulé per Koundou el 1882 i ell lloc ja havia servit per evacuar ferits durant la tercera campanya de Borgnis-Desbordes; estava a més comunicat amb Bamako per l'estació intermèdia de Guinina (Ginina) establerta el 1883.